# Число Ейлера (фізика)
Число́ Е́йлера ({\displaystyle \mathrm {Eu} }) — характеристичне число та критерій подібності у гідродинаміці, що базується на відношенні між силами тиску на одиничну площу рідини (або газу) та питомими силами інерції.
(Сила перепаду тиску)/(Сила інерції) = {\displaystyle \mathrm {Eu} ={\frac {\Delta p}{\rho v^{2}}},}
де {\displaystyle \rho } — густина рідини (газу);
{\displaystyle \Delta p} — перепад тиску, що утворюється при подоланні гідравлічного опору;
{\displaystyle v} — швидкість потоку.
Число Ейлера є безрозмірнісним числом, що використовується при розрахунках втрат на місцевих опорах у потоках рідини. Воно виражає відношення падіння тиску на місцевому гідравлічному опорі до кінетичної енергії одиниці об'єму рідини. Для ідеальної рідини число Ейлера дорівнює одиниці {\displaystyle \mathrm {Eu} =1}.
Це число названо на честь Леонарда Ейлера (1707—1783), швейцарського математика та фізика.